# Operación Synytsia

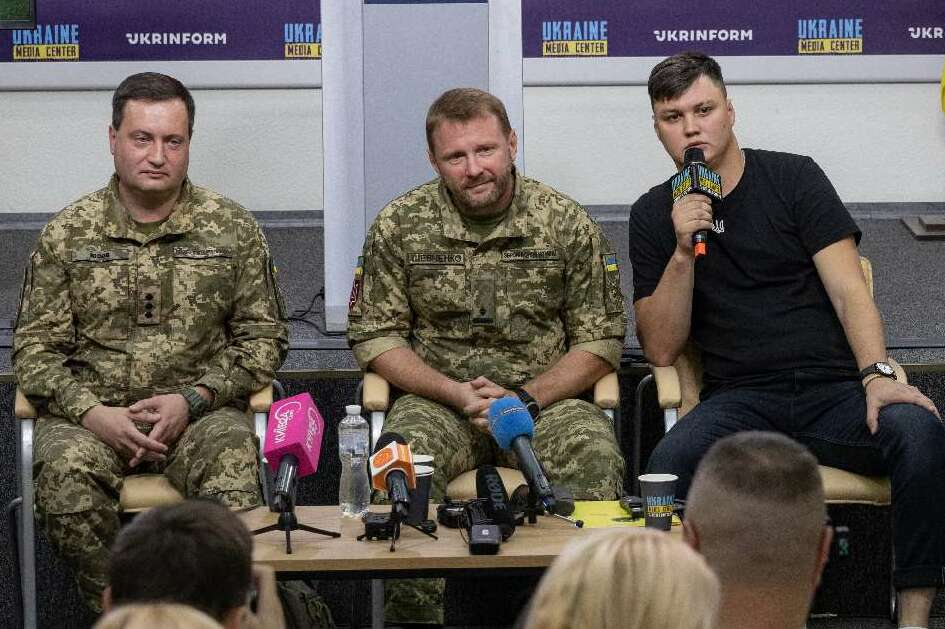
Maxim Kuzminov (derecha) con oficiales de inteligencia militar ucranianos

La operación Synytsia (en ucraniano: Операція «Синиця», romanizado: Operatsiia "Synytsia") fue una operación llevada a cabo por la Dirección General de Inteligencia de Ucrania para facilitar la deserción del piloto de helicóptero ruso Maxim Kuzmínov (en ruso: Максим Кузьминов). Tras organizar previamente la fuga simultánea de su familia, el 9 de agosto de 2023, Kuzminov apagó las comunicaciones por radio de la nave y aterrizó cerca de Poltava (Óblast de Járkov), donde las fuerzas ucranianas lo recibieron.  El 5 de septiembre de 2023, el representante de inteligencia de Ucrania Andriy Yusov anunció que Maxim Kuzmínov recibiría una recompensa de $500.000 dólares en moneda ucraniana. Yusov también prometió que Kuzminov y su familia recibirían garantías de seguridad no especificadas, así como la eventual ciudadanía ucraniana.
El 13 de febrero de 2024, Kuzminov fue encontrado muerto con heridas de bala en Villajoyosa (España). 

## Contexto
Maxim Kuzminov (19 de junio de 1995 – febrero de 2024) se graduó por la Escuela Superior de Pilotos de Aviación Militar de Syzran. Durante la Invasión rusa de Ucrania, sirvió en las Fuerzas Armadas Rusas como piloto-tripulante en el 319º Regimiento de Helicópteros, parte del 11º Ejército de la Fuerza Aérea y Defensa Aérea del Distrito Militar Oriental. Kuzminov no formó parte de la fuerza de invasión inicial, sino que permaneció con su unidad en la Región de Amur. En octubre de 2022 fue destinado al frente de Ucrania - primero en Mariúpol, y luego a Berdiansk. Como el Mi-8 que pilotaba era un helicóptero de transporte, no participó en ninguna acción de combate. 

## Operación
A principios de 2023, Kuzminov estableció contacto con la inteligencia ucraniana y les propuso un plan de huida.  La operación duró más de seis meses y culminó con el vuelo del 9 de agosto de 2023. Ese día, Kuzminov transportaba equipos y repuestos para el Sukhoi Su-27, Su-30SM y Su-35, aviones de combate rusos. Kuzminov decidió hacer su traslado en ese momento debido a la proximidad de su plan de vuelo al territorio ucraniano y la valiosa carga que transportaba.  Sus intenciones se hicieron realidad rápidamente, y poco antes de cruzar la frontera, comenzó a recibir fuego de armas pequeñas de la infantería rusa.
Acompañando a Kuzminov había un técnico a bordo y un navegador, que no estaban al tanto de su plan de desertar.  Kuzminov explicó más tarde que aunque la tripulación comenzó a ponerse nerviosa y comportarse de manera agresiva, no pudieron detenerlo, ya que Kuzminov era el único que sabía cómo volar y aterrizar el helicóptero. Kuzminov intentó convencerlos sin éxito para desertar. 
Después de aterrizar en territorio controlado por Ucrania, los otros dos miembros de la tripulación intentaron escapar, pero fueron descubiertos y abatidos por soldados ucranianos. Representantes de inteligencia de Ucrania dijeron que además del helicóptero, que fue fabricado en 2016, y la carga de piezas de aviones de combate, las Fuerzas Armadas de Ucrania recibieron "información sensible" sobre la aviación rusa.

## Cobertura y secuelas
El 23 de agosto, dos semanas después del incidente, el Ministerio de Defensa de Rusia —a través de su canal de Telegram— informó de que un piloto se había «perdido» y aterrizó en territorio ucraniano por razones desconocidas. Varias horas después, el jefe de Inteligencia Kyrylo Budánov confirmó que el piloto había desertado a Ucrania. 
El 4 de septiembre, la Dirección General de Inteligencia ucraniana estrenó un documental titulado Abajo pilotos rusos, en el que se revelaron más detalles de la operación, incluida la identidad del piloto. 
En febrero de 2024, se confirmó que el cuerpo de un hombre, que fue encontrado en un estacionamiento subterráneo en España «lleno de agujeros de bala y atropellado por un automóvil», era Kuzminov. Analistas occidentales consideraron probable que fuera asesinado por los servicios secretos rusos RVS. 